# Jeffrey Wright
Jeffrey Wright (* 7. prosince 1965) je americký herec, manžel herečky Carmen Ejogo. Svou kariéru zahájil v roce 1990 ve filmu Podezření. V roce 1996 ztvárnil Jean-Michel Basquiata v životopisném filmu Basquiat. Za film Andělé v Americe získal v roce 2003 Zlatý glóbus. Vedle jiných hrál například ve filmech Casino Royale (2006), Invaze (2007) nebo Quantum of Solace (2008).

## Filmografie
- 2005 Zlomené květiny (režie: Jim Jarmusch) – Winston. Za tuto roli obdržel Cenu společnosti filmových kritiků San Diego za nejlepší herecký výkon ve vedlejší roli.[1]